# 万善堂

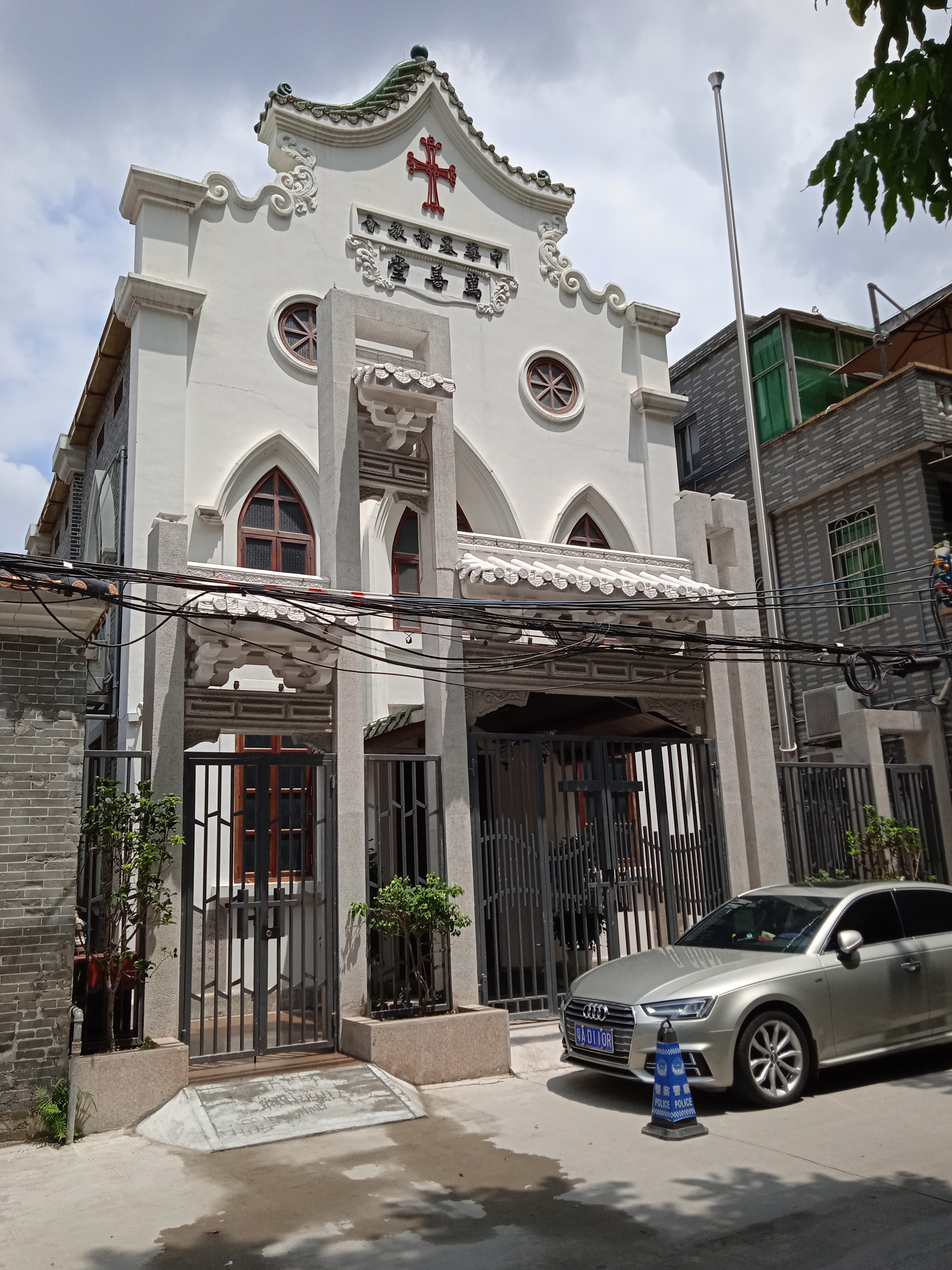
萬善堂

万善堂是一座位於中華人民共和國廣東省广州市的基督教堂，位于荔湾区芦荻西50号。
此教堂於1912年由最早来华的西方差会倫敦會传教士祁理信牧师创建，最初在上西关万善里（今西华路东段）租赁平房开设福音堂。1920年代初购买芦荻西50号地藏庵废址，兴建芦荻巷礼拜堂，1926年建成，风格中西合璧，融合有巴洛克风格。当时，广州长老会、伦敦会、公理会等教派的十余座教堂加入了中华基督教会广东协会，遂命名为中华基督教会万善堂，以纪念发源地万善里。
万善堂为伦敦会在广州所开辟的两座教堂之一（另一座为惠爱堂），人们称之为“兄弟堂”。惠爱堂之教友多为社会上层人士和知识分子；万善堂则为一间穷教会，其教友多为店员、工人、手工业者、小商小贩。招观海牧师生前常戏称万善堂为平民堂，呼主持牧师为「平民牧师」。
1939年万善堂实现自养。1959年，广州各礼拜堂实行联合礼拜，中华基督教会万善堂并入锡安堂。1961年万善堂於香港復堂，並改為加入基督教中國佈道會。原堂先後做過芦荻西小學、製衣廠、宿舍等用。
2000年原堂始空置，年久失修，到2001年在暴雨中倒塌，后被清拆。广州市基督教协会于2015年开始原址复建，2017年10月已完成外立面翻新。该教堂原计划于2021年4月启用，但因疫情防控需要，拖延至2023年6月3日才正式启用。